# Henrik Ripa
Alf Henrik Olof Ripa, född 14 maj 1968 i Vikens församling, Malmöhus län, död 12 juli 2020 i Lerum, var en svensk politiker (moderat).
Från 1998 till 2010 var Ripa kommunstyrelsens ordförande i Lerums kommun.  Från 2010 till januari 2014 var han ledamot av Sveriges riksdag, invald för Västra Götalands läns norra valkrets på plats 266. Därefter blev han åter kommunstyrelsens ordförande i Lerum, fram till valet 2014.
Som kommunpolitiker i Lerums kommun gjorde sig Ripa känd för sitt motstånd mot en utbyggnad av Västra stambanan genom centrala Lerum. I stället förordades en lösning med två nya spår i tunnlar norr om centralorten.
Före valet 2010 angav Ripa att en statsrådspost skulle få honom att acceptera en riksdagsplats, men att han annars avsåg att tacka nej. Trots att han inte fick plats i regeringen så valde han att sätta sig i riksdagen, enligt egen uppgift efter övertalning.
Som nytillträdd riksdagsledamot blev Ripa suppleant i socialutskottet. I socialutskottet hade Ripa ansvar för folkhälsa, socialtjänst och tandvård för moderaterna. Han höll också en hög profil i tobaksfrågor. Ripas vision var ett tobaksfritt samhälle där det första steget var att förbjuda försäljning och import av cigaretter i Sverige. Det antal personer som i Sverige varje år dör av rökning var enligt Ripa 6 400 personer.
Efter valet 2018 blev Ripa ordförande i Sahlgrenska sjukhusets styrelse.
Henrik Ripa är begravd på Lerums Östra kyrkogård.